# Třída Seeadler (typ 141)
Třída Seeadler (typ 141) byla třída torpédových člunů postavených pro německé námořnictvo. Jednalo se o variantu třídy Jaguar poháněnou jiným typem motorů. Čluny byly navrženy loděnicí Lürssen. Celkem bylo postaveno 10 jednotek této třídy. Po vyřazení ze služby všechna plavidla získalo Řecko.

## Stavba
Třídu tvořilo celkem 10 člunů, postavených v loděnicích Lürssen a Kröger. Čluny byly pojmenovány Seeadler, Albatros, Kondor, Greif, Falke, Geier, Bussard, Habicht, Sperber a Kormoran.

## Konstrukce
Výzbroj člunů tvořily dva 40mm kanóny a čtyři 533mm torpédomety. Pohonný systém tvořily čtyři diesely Maybach, každý o výkonu 8940 kW, pohánějící čtyři lodní šrouby. Nejvyšší rychlost dosahovala 43 uzlů.

## Zahraniční uživatelé
V letech 1976–1977 všech 10 jednotek třídy získalo řecké námořnictvo. Albatros, Bussard a Sperber sloužily pouze jako zdroj náhradních dílů. V roce 1981 byl vyřazen Katigix, v roce 1985 Kentauros. Ještě v roce 2008 zůstávaly v aktivní službě čtyři jednotky, které byly vyřazeny v následujícím roce.